# Pabianice
Pabianice è una città polacca del distretto di Pabianice nel voivodato di Łódź.
Ricopre una superficie di 32,98 km² e nel 2004 contava 70 743 abitanti.

## Amministrazione
La città è gemellata con:
- Gusev (dal 2002)
- Condega (dal 2009)
- Plauen (dal 2005)
- Rokiškis (dal 1998)[2]